# Miss Stevens
Pour plus de détails, voir Fiche technique et Distribution.
Miss Stevens est un film dramatique américain réalisé par Julia Hart, sorti en 2016. Il met en scène Lily Rabe dans le rôle principal, aux côtés de Timothée Chalamet, Lili Reinhart, Anthony Quintal, Oscar Nunez et Rob Huebel. L'intrigue suit une enseignante qui accompagne un petit groupe d'élèves lycéens à un concours d'art dramatique organisé durant un week-end.
Le film a eu sa première mondiale au SXSW le 12 mars 2016.

## Synopsis
Une enseignante accompagne trois de ses étudiants lycéens à un concours d'art dramatique.

## Fiche technique
- Titre : Miss Stevens
- Réalisation : Julia Hart
- Scénario : Julia Hart, Jordan Horowitz
- Musique : Rob Simonsen
- Pays de production :  États-Unis
- Genre : Drame
- Durée : 78 minutes
- Dates de sortie : 
  - 12 mars 2016 (SXSW)
  - 16 septembre 2016 (États-Unis)

## Distribution
- Lily Rabe : Rachel Stevens
- Timothée Chalamet : Billy Mitman
- Lili Reinhart : Margot Jensen
- Anthony Quintal : Sam
- Rob Huebel : Walter
- Oscar Nunez : Principal Albert Alvarez
- Grant Jordan : Trevor
- Tamir Yardenne : George

## Production
La production du film a débuté en mai 2015 à Simi Valley en Californie et s'est achevée le 22 juin 2015.